# Grace Oladunni Taylor
Grace Oladunni Taylor, nascida Grace Oladunni Lucia Olaniyan (Effon-Alaiye, 24 de abril de 1937) é uma bioquímica nigeriana.
Segunda mulher a integrar a Academia Nigeriana de Ciências e primeira africana a ser agraciada com o Prêmio L'Oréal-UNESCO para mulheres em ciência, em 1998.

## Biografia
Grace nasceu na cidade de Effon-Alaiye, no estado de Ekiti, em 1937. É filha de Elizabeth Olatoun e R. A. W. Olaniyan. Entre 1952 e 1956, estudou na Queen's School, em Ede. Ingressou na Faculdade de Artes e Ciência da Nigéria em Enugu, no ano de 1957, transferindo-se depois para a Universidade de Ibadan, onde formou-se com honras em Química, em 1962.

## Carreira
Grace começou a trabalhar para o National Root Crops Research Institute, em Ibadan, um instituto de pesquisa agrícola na Nigéria. Em 1963, foi contratada como pesquisadora assistente do Departamento de Patologia Química da Universidade de Ibadan, onde defendeu seu doutorado na mesma área, em 1969. Em 1970, foi contratada como palestrante e em 1975 como pesquisadora visitante no Northwest Lipid Research Laboratory, em Seattle, Washington.
De volta à Nigéria no final de 1975, foi promovida a professora titular e depois sênior em 1979. Seus primeiros artigos datam desde ano, muitos com a coautoria do marido, o professor Ajibola Taylor. Em 1980, Grace trabalhou na Universidade das Índias Ocidentais, como pesquisadora visitante, em 1980, na Jamaica. Em 1984 foi promovida para professora catedrática da Universidade de Ibadan. No mesmo ano, voltou a Seattle, com visitas científicas a Port of Spain, em Trindade e Tobago.
Na Universidade do Zimbabwe, foi professora associada da faculdade de medicina, em Harare, em 1990, lecionando no departamento de patologia. Em 1991, retornou à Universidade de Ibadan, onde foi diretora do departamento de patologia química entre 1991 e 1994, sendo conselheira honorária do Hospital Universitário em Ibadan.
Grace se aposentou em 2004, mas continua palestrando em sua antiga universidade e em outras pelo continente.

## Pesquisa
Sua área de pesquisa era a análise de lipídios em doenças cardiovasculares e sua comparação com o metabolismo de lipídios confirmou que os níveis de colesterol de um indivíduo não estão relacionados com raça, mas sim com dieta e sedentarismo.

## Prêmios
Grace recebeu diversas honrarias e prêmios ao longa da carreira. Teve bolsa de estudos em pesquisa da Shell-BP. Foi membro da Organização Mundial da Saúde, Fulbright–Hays Fellowship, Ciba-Geigy Fellowship, e da Association of African Universities Fellowship. Foi a segunda mulher a integrar a Academia Nigeriana de Ciências, em 1997. Em 1998, foi agraciada com o Prêmio L'Oréal-UNESCO para mulheres em ciência, representando o continente africano, por suas contribuições à ciência e ao desenvolvimento humano. Em 2012, recebeu uma homenagem do estado de Ekiti por suas contribuições em pesquisa e docência.

## Publicações selecionadas
- Taylor, Grace Oladunni; Bamgboye, Afolabi E. (1979). «Serum cholesterol and diseases in Nigerians» (PDF). AJCN. The American Journal of Clinical Nutrition. 32: 2540–2545. doi:10.1093/ajcn/32.12.2540
- Taylor, Grace Oladunni; Agbedana, E. O.; Johnson, A. O. K. (1982). «High-density-lipoprotein-cholesterol in protein–energy malnutrition». The Nutrition Society. British Journal of Nutrition. 47 (3): 489–494. doi:10.1079/BJN19820061
- Taylor, Oladunni Grace; Ahaneku, Joseph Eberendu; Agbedana, Olu Emmanuel (1995). «Relationship between body mass index (BMI) and changes in plasma total and HDL-cholesterol levels during treatment of hypertension in African patients» (PDF). Okayama University Medical School. Acta Medica Okayama. 49 (5). ISSN 0386-300X. Cópia arquivada (PDF) em 1 de fevereiro de 2016
- Taylor, Grace Oladunni; Orimadegun, Bose E.; Anetor, John I.; Adedapo, Deborah A.; Onuegbu, Jude A.; Olisekodiaka, Japhet M. (2007). «Increased serum iron associated with coronary heart disease among Nigerian adults». Professional Medical Publications. Pakistan Journal of Medical Sciences. 23 (4): 518–522. ISSN 1681-715X
- Taylor, Grace Oladunni; Ebesunun, Maria Onomhaguan; Agbedana, Emmanuel Oluyemi; Oladapo, Olulola O. (2013). «Variations in plasma lipids and lipoproteins among cardiovascular disease patients in South-western Nigerians». Nigerian Society for Experimental Biology. Biokemistri. 25 (2). ISSN 0795-8080